# Kongói labdarúgó-bajnokság (első osztály)
A Congo Premier League a kongói labdarúgó bajnokságok legfelsőbb osztályának elnevezése. 1961-ben alapították és 16 csapat részvételével zajlik. A bajnok a bajnokok Ligájában indulhat.

## A 2011–2012-es bajnokság résztvevői
| - AC Moranzambé (Brazzaville) - Ajax de Ouenzé (Brazzaville) - AS Police (Brazzaville) - CARA Brazzaville (Brazzaville) - Diables Noirs (Brazzaville) - Étoile du Congo (Brazzaville) - FC Cuvette d'Owando (Brazzaville) - FC Kondzo (Brazzaville) - Inter Club (Brazzaville) - JS Talangai (Brazzaville) - Patronage Sainte Anne (Brazzaville) - Saint Michel d'Ouenzé (Brazzaville) | - AC Léopard (Dolisié) - AS Cheminots (Pointe-Noire) - AS Ponténégrine (Pointe-Noire) - CS La Mancha (Pointe-Noire) - JS Bougainvillées (Pointe-Noire) - Munisport Pointe-Noire (Pointe-Noire) - Nico-Nicoyé (Pointe-Noire) - Olympic de Nkayi (Pointe-Noire) - Olympique Vision (Pointe-Noire) - Pigeon Vert (Pointe-Noire) - US Saint-Pierre (Pointe-Noire) - Vita Club Mokanda (Pointe-Noire) |

## Az eddigi bajnokok
| - 1961 : Diables Noirs (Brazzaville) bt AS Cheminots (Pointe-Noire) - 1962-65 : no championship - 1966 : Diables Noirs (Brazzaville) - 1967 : Abeilles FC (Pointe-Noire) - 1968 : Étoile du Congo (Brazzaville) - 1969 : Patronage Sainte Anne (Brazzaville) - 1970 : CARA Brazzaville (Brazzaville) - 1971 : Victoria Club Mokanda (Pointe-Noire) - 1972 : CARA Brazzaville (Brazzaville) - 1973 : CARA Brazzaville (Brazzaville) - 1974 : CARA Brazzaville (Brazzaville) - 1975 : CARA Brazzaville (Brazzaville) - 1976 : CARA Brazzaville (Brazzaville) bt Vita Club Mokanda (Pointe-Noire) - 1977 : Diables Noirs (Brazzaville) - 1978 : Étoile du Congo (Brazzaville) - 1979 : Étoile du Congo (Brazzaville) - 1980 : Étoile du Congo (Brazzaville) - 1981 : CARA Brazzaville (Brazzaville) - 1983 : Kotoko MFOA (Brazzaville) - 1983 : Étoile du Congo (Brazzaville) - 1984 : CARA Brazzaville (Brazzaville) - 1985 : Étoile du Congo (Brazzaville) - 1986 : Patronage Sainte Anne (Brazzaville) - 1987 : Étoile du Congo (Brazzaville) | - 1988 : Inter Club Brazzaville (Brazzaville) - 1989 : Étoile du Congo (Brazzaville) - 1990 : Inter Club Brazzaville (Brazzaville) - 1991 : no championship - 1992 : Diables Noirs (Brazzaville) - 1993 : Étoile du Congo (Brazzaville) - 1994 : Étoile du Congo (Brazzaville) 2-0 Inter Club (Brazzaville) - 1995 : AS Cheminots (Pointe-Noire) 1-0 Patronage Sainte Anne (Brazzaville) - 1996 : Munisport Pointe-Noire (Pointe-Noire) - 1997 : Munisport Pointe-Noire (Pointe-Noire) bt Union Sport (Brazzaville) - 1998 : Vita Club Mokanda (Pointe-Noire) 1-0 Étoile du Congo (Brazzaville) - 1999 : Vita Club Mokanda (Pointe-Noire) - 2000 : Étoile du Congo (Brazzaville) - 2001 : Étoile du Congo (Brazzaville) 1-0 CS La Mancha (Pointe-Noire) - 2002 : AS Police (Brazzaville) 2-1 Étoile du Congo (Brazzaville) - 2003 : Saint Michel d'Ouenzé (Brazzaville) 0-0 CS La Mancha (Pointe-Noire) (4-3 on pens) - 2004 : Diables Noirs (Brazzaville) 2-1 AS Police (Brazzaville) - 2005 : AS Police (Brazzaville) - 2006 : Étoile du Congo (Brazzaville) 1-0 CS La Mancha (Pointe-Noire) - 2007 : Diables Noirs (Brazzaville) 2-0 AS Ponténégrine (Pointe-Noire) - 2008 : CARA Brazzaville (Brazzaville) 2-1 FC Bilombé (Pointe-Noire) - 2009 : Diables Noirs (Brazzaville) - 2010 : Saint Michel d'Ouenzé (Brazzaville) 3-2 AC Léopard (Dolisie) - 2011 : Diables Noirs (Brazzaville) 2-0 AC Léopard (Dolisie) |

## Bajnoki címek eloszlása
| Klub                                       | Bajnoki címek |
| ------------------------------------------ | ------------- |
| Etoile du Congo                            | 12            |
| CARA Brazzaville                           | 9             |
| Diables Noirs                              | 8             |
| Vita Club Mokanda [includes Victoria Club] | 3             |
| Inter Club Brazzaville                     | 2             |
| Munisport Pointe-Noire                     | 2             |
| Patronage Sainte Anne                      | 2             |
| AS Police                                  | 2             |
| Saint Michel d'Ouenzé                      | 2             |
| Abeilles FC                                | 1             |
| AS Cheminots                               | 1             |
| Kotoko MFOA                                | 1             |

## Külső hivatkozások
- Információk Archiválva 2012. szeptember 27-i dátummal a Wayback Machine-ben a FIFA honlapján
- Információk az RSSSF honlapján